# مارتن كارديناس (دراجات نارية)
مارتن كارديناس (بالإسبانية: Martín Cárdenas Ochoa)‏ مواليد 28 يناير 1982 في ميديلين، هو متسابق دراجات نارية كولومبي. نافس في سباقات بطولة العالم لفئة 250 سي سي ولفئة 50 سي سي. كما شارك في بطولة العالم للسوبرسبورت.

## نتائج الجائزة الكبرى
(مفتاح)
| السنة | الفئة     | الدراجة  | 1            | 2           | 3          | 4        | 5          | 6            | 7           | 8             | 9          | 10           | 11         | 12           | 13          | 14          | 15         | 16        | 17     | مركز  | نقاط |
| ----- | --------- | -------- | ------------ | ----------- | ---------- | -------- | ---------- | ------------ | ----------- | ------------- | ---------- | ------------ | ---------- | ------------ | ----------- | ----------- | ---------- | --------- | ------ | ----- | ---- |
| 2005  | 250 سي سي | أبريليا  | إسبانيا ل.ين | البرتغال 15 | الصين ل.يب | فرنسا    | إيطاليا 17 | كتالونيا 17  | هولندا 21   | بريطانيا ل.ين | ألمانيا 15 | تشيك 19      | اليابان 17 | ماليزيا 15   | قطر 13      | أستراليا 17 | تركيا ل.ين | بلنسية 13 |        | 25    | 9    |
| 2006  | 250 سي سي | هوندا    | إسبانيا 8    | قطر 11      | تركيا 13   | الصين 13 | فرنسا 13   | إيطاليا ل.ين | كتالونيا 10 | هولندا ل.ين   | بريطانيا   | ألمانيا ل.ين | تشيك 7     | ماليزيا ل.ين | أستراليا ان | اليابان     | البرتغال   | بلنسية    |        | 15    | 37   |
| 2011  | موتو 2    | إف تي آر | قطر          | إسبانيا     | البرتغال   | فرنسا    | كتالونيا   | بريطانيا     | هولندا      | إيطاليا       | ألمانيا    | تشيك         | إنديانا 28 | سان مارينو   | أرغون       | اليابان     | أستراليا   | ماليزيا   | بلنسية | ن.غ.م | 0    |

## روابط خارجية
- مارتن كارديناس على موقع MotoGP.com (الإنجليزية)
- مارتن كارديناس على موقع WorldSBK.com (الإنجليزية)